# Douglas James Kershaw (album)
| Recensione              | Giudizio |
| ----------------------- | -------- |
| AllMusic                |          |
| Dizionario del Pop-Rock | [ 2 ]    |

Douglas James Kershaw è un album discografico di Doug Kershaw, pubblicato dalla casa discografica Warner Bros. Records nell'agosto del 1973.

## Tracce

### LP
Lato A
1. The Best Years of My Life – 2:58 (Kevin Johnson)
2. Mardi Gras – 2:36 (Sam Routh)
3. Willie's Shades – 2:35 (Doug Ashdown, Jimmy Stewart)
4. Play That Old Sweet Song Again – 3:10 (Sam Routh)
5. You're Gonna Be Impressed – 2:13 (Doug Kershaw)

Lato B
1. Tricks – 2:10 (Bud Masterson)
2. You'd Best Believe You've Heard – 2:49 (Doug Kershaw)
3. A Song Called Jeannie – 3:27 (Doug Ashdown, Jimmy Stewart)
4. I Had a Good Woman But She Married Lawrence – 3:09 (Doug Kershaw)
5. Louisiana Love Song – 2:30 (Richard Mainegra)

## Musicisti
- Doug Kershaw - voce, fiddle
- Chips Moman - chitarra
- Johnny Christopher - chitarra
- Richard Mainegra - chitarra
- Reggie Young - chitarra
- Joe Allen - basso
- Mike Leech - basso
- Larrie London - batteria
- Kenny Malone - percussioni
- Bobby Wood - tastiere
- Bobby Emmons - tastiere
- Don Sheffield - tromba
- Sheldon Kurkland - strumento ad arco
- Lennie Haight - strumento ad arco
- Marvin Chantry - strumento ad arco
- Marianna Marvin - strumento ad arco
- David Vanderkooi - strumento ad arco
- Martha McCrory - strumento ad arco
- Donald Teal - strumento ad arco
- Steven Smith - strumento ad arco
- Stephenie Woolf - strumento ad arco
- Brenton Banks - strumento ad arco
- George Binkley - strumento ad arco
- Sollie Fott - strumento ad arco
- Glen Spreen - arrangiamento strumenti ad arco
- Dwayne West - accompagnamento vocale, coro
- Gordon Stoker - accompagnamento vocale, coro
- Ray Walker - accompagnamento vocale, coro
- Hoyt Hawkins - accompagnamento vocale, coro
- Richard Mainegra - accompagnamento vocale, coro
- Dottie DeLeonibus - accompagnamento vocale, coro

Note aggiuntive
- Chips Moman e Buddy Killen - produttori
- Registrazioni effettuate al The Sound Shop di Nashville, Tennessee (Stati Uniti)
- Chips Moman - ingegnere delle registrazioni
- Ernie Winfrey e Barney Sherrill - ingegneri delle registrazioni
- Ed Thrasher - art direction copertina album
- Jim Marshall - fotografia copertina album
- Dave Bhang - design copertina album[4]